# Фестони (Мантова)
Фестони је насеље у Италији у округу Мантова, региону Ломбардија.
Према процени из 2011. у насељу је живело 11 становника. Насеље се налази на надморској висини од 133 м.